# Carl Constantin Platen
Carl Constantin Platen (24 septembre 1843, Stralsund - 29 juin 1899, Barth) est un médecin et zoologiste prussien, collecteur d'oiseaux et de papillons.
Pour ses collectes naturalistes, de nombreuses espèces lui ont été dédiées. Parmi les oiseaux commémorant Carl Platen, on compte Aramidopsis plateni, Gallicolumba platenae, Sterrhoptilus plateni, Prioniturus platenae, Ficedula platenae (es) et Thapsinillas longirostris (es) platenae. Parmi les papillons, Euploea platenae (sv), Amathuxidia plateni (sv), Amblypodia plateni (sv), Charaxes plateni, Chionaema plateni (sv), Choaspes plateni (en), Danaus plateni, Prothoe plateni (sv) et Troides plateni (en).